# فردوس محمد
فردوس محمد (1906 - 30 يناير 1961)، ممثلة مصرية.

## بدايتها
عاشت يتيمة الأبوين فتولت أسرة تربطها صله قرابة بوالدتها تربيتها وإعدادها للمستقبل فألحقتها بمدرسة إنجليزية بحي الحلمية، فتعلمت القراءة والكتابة والتدبير المنزلي، ثم تزوجت وهي صغيرة السن وتطلقت ايضُا وهي صغيرة السن. بدأت موهبتها في التمثيل تبدو عليها وانضمت إلى فرقة عبد العزيز خليل وعملت خلالها في الأوبرتات ومن المسرحيات التي عملت بها " إحسان بك "، تزوجت للمرة الثانية من الممثل محمد إدريس، ودامت حياتها الزوجيه خمسة عشر عاما أنتهت بوفاة الزوج ولم تعرف الأمومة رغم إنها صارت من أهم الأمهات في السينما المصرية. ماتت أثر إصابتها بالسرطان رغم أن السينما وضعتها دائما في دور الأم فإن أغلب الأدوار كانت قوية الشخصية لا تعرف الخضوع أو الضعف.

## أفلامها
| العام | الأفلام |  | العام | الأفلام |
| ----- | --- |  | ----- | --- |
| 1962  | الفرسان الثلاثة |  | 1961  | عنتر بن شداد |
| 1960  | زوجة من الشارع - معًا إلى الأبد - حب حتى العبادة - عنتر يغزو الصحراء - غراميات امرأة - البنات والصيف                                                             |  | 1959  | آخر من يعلم - إحنا التلامذة - قلب من ذهب - حكاية حب - بفكر في اللي ناسيني                                                                                               |
| 1958  | رحمة من السماء - الطريق المسدود - كهرمان - الهاربة - هذا هو الحب - سيدة القصر - الأخ الكبير - الحب الصامت - سواق نص الليل                                       |  | 1957  | رد قلبي - نساء في حياتي - نهاية حب - الملاك الصغير - أين عمري - تجار الموت                                                                                              |
| 1956  | شباب امرأة - صراع في الميناء - صوت من الماضي - عيون سهرانة - قتلت زوجتي - وداع في الفجر - زنوبة - دليلة                                                         |  | 1955  | أحلام الربيع - بنات الليل - أماني العمر |
| 1954  | شيطان الصحراء - قرية العشاق - قلوب الناس - ليلة من عمري - عفريتة إسماعيل يس - الملاك الظالم - أمريكاني من طنطا - إنسان غلبان - أسعد الأيام - جنون الحب - المجرم |  | 1953  | عائشة - اللقاء الأخير - مكتوب على الجبين - ابن الحارة - طريق السعادة - فاعل خير - ماليش حد - حميدو                                                                      |
| 1952  | المهرج الكبير - سيدة القطار - المنزل رقم 13 - الزهور الفاتنة - زيبن - حبيب قلبي                                                                                 |  | 1951  | ابن النيل - ليلة الحنة - ليلة غرام - فيروز هانم - أنا بنت ناس - حبيب الروح - لك يوم يا ظالم - أسرار الناس                                                               |
| 1950  | المظلومة - قمر 14 - الأفوكاتو مديحة |  | 1949  | حدوة الحصان - غزل البنات - الستات كدة |
| 1948  | العقاب - الواجب - حياة حائرة - الحب لا يموت |  | 1947  | أبو حلموس - فاطمة - القناع الأحمر - هدية - البريمو |
| 1946  | شمعة تحترق - صاحب بالين - عودة طاقية الإخفاء - الماضي المجهول - سر أبي - أنا وأبن عمي - الدنيا بخير - أول نظرة                                                  |  | 1945  | الآنسة بوسة - عنتر وعبلة - قبلة في لبنان - قتلت ولدي - القلب له واحد - قلوب دامية - هذا جناه أبي - المظاهر - البني ادم - سفير جهنم - بين نارين - الحياة كفاح - حسن وحسن |
| 1944  | ابنتي - شارع محمد علي - طاقية الإخفاء - عريس الهنا - أما جنان - حبابة - نادوجا                                                                                  |  | 1943  | الطريق المستقيم - قضية اليوم - نداء الدم - وادي النجوم |
| 1942  | ابن البلد - أحب الغلط - علي مسرح الحياة - ليلة الفرح - ليلى - أولاد الفقراء - المتهمة                                                                           |  | 1941  | الفرسان الثلاثة - ليلى بنت الريف - إلى الابد |
| 1940  | رجل بين امرأتين - حياه الظلام - الباشمقاول |  | 1939  | في ليلة ممطرة - بياعة التفاح - الدكتور |
| 1938  | يوم سعيد |  | 1937  | سلامة في خير |
| 1935  | دموع الحب |  |       | |

## مسرحيات
- 1956 انا عايزه مليونير
- 1955 ركن المراْة

## روابط خارجية
- فردوس محمد على موقع IMDb (الإنجليزية)
- فردوس محمد على موقع الدهليز
- فردوس محمد على موقع قاعدة بيانات الأفلام العربية
- فردوس محمد على موقع قاعدة بيانات الفيلم (الإنجليزية)